# شيلا ماركيز
شيلا ماركيز (بالإسبانية: Sheila Márquez)‏ هي عارضة إسبانية، ولدت في 19 سبتمبر 1985 في فيتوريا-غاستيز في إسبانيا.